# Sclateria
Sclateria is een geslacht van vogels uit de familie Thamnophilidae (miervogels). Het geslacht telt één soort.
- Sclateria naevia  –  Mangrovemiervogel